# Арасланов, Нурамбик Гиниятович
Арасланов Нурамбик Гиниятович (р. 15 июля 1928, дер. Кинзябызово — 30 июня 2012, Уфа) — экономист, почетный академик Академии наук Республики Башкортостан (2002), доктор экономических наук (1985), профессор (1987), заслуженный деятель науки Российской Федерации (1996), Башкирской АССР (1981).

## Биография
Арасланов Нурамбик Гиниятович родился 15 июля 1928 года в д. Кинзябызова 2-я Стерлитамакского кантона БАССР.
В 1954 году окончил Московскую сельскохозяйственную академию имени К. А. Тимирязева.
Место работы: с 1959 года — научный сотрудник Отдела экономических исследований БФАН СССР; начальник управления Министерства сельского хозяйства БАССР (1962—1966); с 1966 г. в Башкирском сельскохозяйственном институте заведующий кафедрой; одновременно ведущий научный сотрудник ИСЭИ (1991—1994), БНИПТИЖиК (институт животноводства и коневодства) (1995—1998).
Научное направление работы Арасланов: организация агропромышленного производства при рыночной экономике, повышение экономической эффективности аграрного сектора РБ.
Тема его докторской диссертации «Проблемы экономической эффективности молочного скотоводства в условиях его индустриализации (Вопросы теории, методология анализа и пути повышения)».

## Труды
Арасланов Нурамбик Гиниятович — автор более 150 научных работ, включая 12 монографий.
- Внедрение передовой технологии в колхозах и совхозах. Уфа, 1963 (соавтор).
- Снижение себестоимости молочной продукции. Уфа, 1964.
- Пути повышения эффективности сельскохозяйственного производства в БАССР. Уфа, 1972.
- Эффективность молочного скотоводства на современном этапе НТП (Вопросы теории, методологии анализа и пути повышения). Уфа, 1981.
- Проблемы перестройки агропромышленного производства и развитие земельных отношений. Уфа:, 2002.